# 水口義朗
水口 義朗（みずぐち よしろう、1934年9月6日 - ）は、編集者、ジャーナリスト、テレビ司会者である。

## 略歴
東京出身。早稲田大学第一文学部、大学院文学研究科ドイツ文学専攻科修士課程修了。
1959年に中央公論社入社。『中央公論』副編集長、『婦人公論』編集長などを務めた。
1986年～1994年、テレビ朝日ニュースワイドショー「こんにちは2時」のキャスター。
1994年、「婦人公論」編集長・主幹に再任｡
大正大学「ジャーナリズム論」講師。サイバー大学客員教授(言論・表現の不自由－文学作品を中心に－)。

## 著書
- 『こんにちは2時です ワイドショー綱渡り』講談社 1990
- 『解体珍書 イッショケンメ人間の五臓六腑』集英社文庫　1997
- 『恋のよろこびが美しい女をつくる』有楽出版社 2000
- 『ヨクマナビヨクアソベ 「修身」を抹消した日本人の後遺症』インターメディア出版 2001
- 『記憶するシュレッダー 私の愛した昭和の文士たち』小学館 2006　「記憶に残る作家二十五人の素顔」中公文庫
- 『忠君愛国の後遺症 生きる知恵としての修身、道徳』扶桑社 2008

## 出演テレビ番組
- こんにちは2時（1986～1994）
- 朝まで生テレビ!（コメンテーター、田原総一朗の代理司会）
- スーパーモーニング（コメンテーター）
- ワイド!スクランブル（コメンテーター）